# Eli (album Varius Manx)
Eli – album studyjny zespołu Varius Manx, wydany w 21 marca 2011 roku nakładem wytwórni płytowej Sony Music Entertainment.
Jest to zarówno pierwsza płyta zespołu od 7 lat, jak i pierwsza z nową wokalistką, Anną Józefiną Lubieniecką. Tytuł płyty to skrót od hasła Evolution Loves Inspiration odnoszącego się do reaktywacji zespołu. Na pierwszy singel z płyty wybrano utwór „Przebudzenie”.
Teksty na płytę napisała m.in. była wokalistka zespołu Anita Lipnicka, czy też Jacek Szymkiewicz – lider grupy muzycznej Pogodno.

## Lista utworów
Opracowano na podstawie materiału źródłowego.
1. „Jednym ruchem serca”
2. „Tak to ja”
3. „Tam gdzie nie ma nas”
4. „Harfa”
5. „Camden”
6. „Iunta”
7. „Siedem”
8. „Przebudzenie”
9. „Jedno milczenie”
10. „Zaczekam”
11. „Eli”